# 그로톨렐라
그로톨렐라(이탈리아어: Grottolella)는 이탈리아 캄파니아주 아벨리노도의 코무네다.